# Baldvin
A Baldvin germán eredetű név, jelentése: merész + barát.

## Idegen nyelvi változatok
- Balduin

## Gyakorisága
Az 1990-es években szórványosan fordult elő, a 2000-es években nem szerepel a 100 leggyakoribb férfinév között.

## Névnapok
- április 12.[2]
- július 15.[2]
- augusztus 21.[2]
- október 26.[2]

## Híres Baldvinok
- I. Baldvin belga király (1930–1993)
- I. Balduin flamand gróf (837/840–879)
- I. Balduin jeruzsálemi király (1058?–1118)
- I. Balduin latin császár (1172–1205)
- II. Balduin flamand gróf
- II. Balduin hainaut-i gróf
- II. Balduin jeruzsálemi király
- II. Balduin latin császár (1218–1273)
- III. Balduin flamand gróf
- III. Balduin hainaut-i gróf
- III. Balduin jeruzsálemi király
- IV. Balduin flamand gróf
- IV. Balduin hainaut-i gróf
- IV. Balduin jeruzsálemi király
- V. Balduin flamand gróf
- V. Balduin hainaut-i gróf
- V. Balduin jeruzsálemi király
- VI. Balduin flamand gróf
- VII. Balduin flamand gróf
- Boudewijn Zenden, holland labdarúgó